# Исакова (муниципальное образование Алапаевское)
Исакова — деревня в Алапаевском районе Свердловской области России. Входит в муниципальное образование Алапаевское. Входит в состав Коптеловского территориального управления.

## География
Деревня расположена на левом берегу реки Реж, в 20 километрах на юго-восток от города Алапаевска.

## Население
| 2002 | 2010 |
| ---- | ---- |
| 95   | ↘81  |